# Rumänische Eishockeyliga 2002/03
Die Saison 2002/03 war die 73. Spielzeit der rumänischen Eishockeyliga, der höchsten rumänischen Eishockeyspielklasse. Meister wurde zum insgesamt 38. Mal in der Vereinsgeschichte der Steaua Bukarest.

## Modus
Für die Meisterschaft qualifizierten sich neben den Finalisten des zu Saisonbeginn ausgetragenen Eishockeypokals in Qualifikationsspielen die weiteren Teilnehmer.
In der Hauptrunde absolvierte jede der vier Mannschaften insgesamt 36 Spiele. Die beiden Erstplatzierten qualifizierten sich für das Meisterschaftsfinale. Für einen Sieg erhielt jede Mannschaft zwei Punkte, bei einem Unentschieden gab es einen Punkt und bei einer Niederlage null Punkte.

## Hauptrunde

### Tabelle
|    | Klub              | Sp | S  | U | N  | T   | GT  | Punkte |
| -- | ----------------- | -- | -- | - | -- | --- | --- | ------ |
| 1. | Steaua Bukarest   | 36 | 28 | 0 | 8  | 211 | 114 | 56     |
| 2. | SC Miercurea Ciuc | 36 | 25 | 2 | 9  | 171 | 90  | 52     |
| 3. | Dinamo Bukarest   | 36 | 9  | 4 | 23 | 100 | 174 | 22     |
| 4. | Progym Gheorgheni | 36 | 4  | 6 | 26 | 96  | 200 | 14     |

Sp = Spiele, S = Siege, U = Unentschieden, N = Niederlagen

## Meisterschaftsfinale
- Steaua Bukarest - SC Miercurea Ciuc 3:0 (5:0, 4:1, 3:2 n. P.)